# Mr Sal
Mr Sal è il terzo album in studio del rapper francese Niska, pubblicato il 06 settembre 2019 dalla Capitol.